# Dodecafonismo

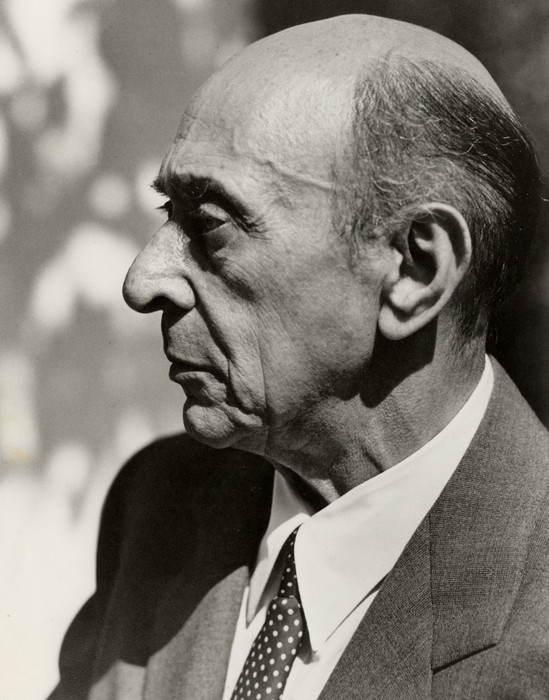
Arnold Schönberg, fundador de la música dodecafónica.

La técnica de los doce tonos —también conocida como dodecafonismo, serialismo de los doce tonos, y composición de doce notas— es un método de composición musical ideado por primera vez por el compositor austriaco Josef Matthias Hauer, quien publicó su "ley de los doce tonos" en 1919. En 1923, Arnold Schoenberg (1874-1951) desarrolló su propia versión, más conocida, de la técnica de los doce tonos, que se asoció con los compositores de la "Segunda Escuela de Viena", que fueron los principales usuarios de la técnica en las primeras décadas de su existencia. La técnica es un medio de garantizar que las 12 notas de la escala cromática suenen con la misma frecuencia en una pieza musical, al tiempo que se evita el énfasis en una sola nota
La gran mayoría de la música occidental está compuesta sobre una estructura llamada sistema tonal que regula las relaciones entre las notas de una escala y los acordes que de ella emergen. El sistema se organiza en torno a una nota que será llamada tónica y dará nombre a la tonalidad, la cual podrá ser mayor o menor (Do Mayor o Mi menor por ejemplo). El dodecafonismo propone en sus reglas la igualdad de todas las notas comprendidas en una octava, eliminando la tónica como nota más importante en torno a la cual se ordenan el resto de los sonidos. 
Históricamente, procede de manera directa del «atonalismo libre», y surge de la necesidad que había a principios del siglo XX de organizar coherentemente las nuevas posibilidades de la música y enfocarla a las sensibilidades emergentes. Como regla fundamental no se repite ningún sonido hasta que hayan sonado todos los otros tonos.

## Historia de su uso
Aunque la mayoría de las fuentes dirán que fue inventado por el compositor austriaco Arnold Schoenberg en 1921 y descrito por primera vez en privado a sus asociados en 1923, de hecho Josef Matthias Hauer publicó su "ley de los doce tonos" en 1919, requiriendo que suenen las doce notas cromáticas antes de repetir cualquier nota. El método fue utilizado durante los veinte años siguientes casi exclusivamente por los compositores de la Segunda Escuela de Viena -Alban Berg, Anton Webern y el propio Schoenberg. No obstante, otro nombre relevante dentro de esta corriente es el de la compositora Elisabeth Lutyens que escribió alrededor de 50 obras seriales.
La técnica de los doce tonos fue precedida por piezas "libremente" atonal de 1908-1923 que, aunque "libres", a menudo tienen como "elemento integrador ... una minúscula célula interválica" que además de expandirse puede transformarse como con una fila de tonos, y en la que las notas individuales pueden "funcionar como elementos pivotales, para permitir enunciados superpuestos de una célula básica o el enlace de dos o más células básicas". La técnica de los doce tonos también fue precedida por la "composición serial no dodecafónica" utilizada de forma independiente en las obras de Alexander Scriabin, Igor Stravinsky, Béla Bartók, Carl Ruggles y otros. Oliver Neighbour sostiene que Bartók fue "el primer compositor en utilizar un grupo de doce notas conscientemente con un propósito estructural", en 1908 con la tercera de sus catorce bagatelas."Esencialmente, Schoenberg y Hauer sistematizaron y definieron para sus propios propósitos dodecafónicos una característica técnica omnipresente de la práctica musical 'moderna', el ostinato". Además, John Covach argumenta que la estricta distinción entre ambos, enfatizada por autores entre los que se incluye Perle, es exagerada:
La distinción que suele hacerse entre Hauer y la escuela de Schoenberg -que la música del primero se basa en hexacordes desordenados mientras que la del segundo se basa en series ordenadas- es falsa: aunque escribió piezas que podrían considerarse "piezas tropo", gran parte de la música dodecafónica de Hauer emplea series ordenadas.
.
El "ordenamiento estricto" de la Segunda Escuela Vienesa, por otra parte, "estaba inevitablemente atemperado por consideraciones prácticas: trabajaban sobre la base de una interacción entre colecciones de tonos ordenadas y desordenadas.".
Rudolph Reti, uno de sus primeros defensores, afirma: "Sustituir una fuerza estructural (tonalidad) por otra (mayor unidad temática) es, de hecho, la idea fundamental que subyace a la técnica de los doce tonos", argumentando que surgió de las frustraciones de Schoenberg con la atonalidad libre, proporcionando una "premisa positiva" para la atonalidad. En la obra pionera de Hauer Nomos, Op. 19 (1919) utilizó secciones de doce tonos para marcar grandes divisiones formales, como con los cinco enunciados iniciales de la misma serie de doce tonos, enunciados en grupos de cinco notas formando doce frases de cinco notas.
La idea de Schoenberg al desarrollar la técnica era que "sustituyera a las diferenciaciones estructurales proporcionadas anteriormente por la tonal [Como tal, la música de doce tonos suele ser atonal, y trata cada uno de los 12 semitonos de la escala cromática con la misma importancia, a diferencia de la música clásica anterior que había tratado algunas notas como más importantes que otras (en particular la tónica y la nota dominante).
La técnica se generalizó en los años cincuenta y fue adoptada por compositores como Milton Babbitt, Luciano Berio, Pierre Boulez, Luigi Dallapiccola, Ernst Krenek, Riccardo Malipiero y, tras la muerte de Schoenberg, Igor Stravinsky. Algunos de estos compositores ampliaron la técnica para controlar aspectos distintos de los tonos de las notas (como la duración, el método de ataque, etc.), produciendo así música serial. Algunos incluso sometieron todos los elementos de la música al proceso serial.
Charles Wuorinen dijo en una entrevista en 1962 que mientras "la mayoría de los europeos dicen que han 'ido más allá' y 'agotado' el sistema de doce tonos", en América, "el sistema de doce tonos ha sido cuidadosamente estudiado y generalizado en un edificio más impresionante que cualquiera conocido hasta ahora".
El compositor estadounidense Scott Bradley, más conocido por sus partituras para obras como Tom & Jerry y Droopy Dog', utilizó la técnica de los doce tonos en su obra. Bradley describió su uso así:

The Twelve-Tone System proporciona las progresiones 'fuera de este mundo' tan necesarias para subescribir las situaciones fantásticas e increíbles que contienen los dibujos animados actuales.

Un ejemplo del uso que Bradley hace de esta técnica para transmitir una tensión creciente aparece en el corto de Tom y Jerry "Puttin' on the Dog", de 1944. En una escena en la que el ratón, con una máscara de perro, corre por un patio de perros "disfrazados", una escala cromática representa tanto los movimientos del ratón como la aproximación de un perro sospechoso, reflejada octavas más abajo. Aparte de su trabajo en partituras para dibujos animados, Bradley también compuso poema tonals que se interpretaron en concierto en California.
El guitarrista de rock Ron Jarzombek utilizó un sistema de doce tonos para componer la extended play de Blotted Science The Animation of Entomology']. Puso las notas en un reloj y las reordenó para que se utilizaran una al lado de la otra o consecutivas Llamó a su método "Doce tonos en filas fragmentadas" 

## Serialismo dodecafónico
Enlace principal: serialismo.
La propuesta del dodecafonismo es establecer un principio serial a las doce notas de la escala cromática. La escala cromática es aquella que incluye todos los semitonos entre una nota y su octava (por ejemplo, si comenzamos en do, la escala cromática sería la siguiente sucesión: do, do sostenido, re, re sostenido, mi, fa, fa sostenido, sol, sol sostenido, la, la sostenido, si ―o bien, para los sostenidos, sus notas bemoles correspondientes―). El compositor elige un orden determinado en que se deben tocar estas notas, sin poder repetirse una hasta que se hayan tocado las otras once (impidiendo así que haya cualquier coherencia tonal). A esta secuencia se denomina “serie original” (O). 
En esta técnica compositiva, las doce notas de la escala cromática tienen la misma igualdad jerárquica, al no poder repetirse una sin que las otras once hayan sido tocadas previamente. Ya no hay, como había establecido la tradición, una nota fundamental (tónica) a partir de la cual las demás toman una jerarquía particular. Ya no hay dominantes, subdominantes, sensibles. Ahora, la única estructura rectora será aquella que el compositor haya determinado en la serie original, a partir de la cual se dará el desarrollo de la obra.

### Serie Original
Una vez establecido el orden en que se deben tocar las doce notas, es decir la anteriormente nombrada “serie original” (O), se transmuta la serie original a su retrógrado (R), o sea las notas de la serie original tocadas en el orden inverso (la última nota de la serie se toca primero, la penúltima en segundo lugar, la antepenúltima en tercero, etc.). Posteriormente, la serie original se pone en su inversión (I), es decir invirtiendo la dirección de los intervalos entre las doce notas. Si entre la primera nota y la segunda de la serie original hay un intervalo de, por ejemplo, dos tonos en dirección ascendente, ahora entre la primera y la segunda nota debe haber dos tonos en dirección descendente (por ejemplo, do-mi en la serie original, y do-la bemol en la inversión). Por último, se establece el retrógrado de la inversión (RI), es decir la inversión (I) tocada en el orden contrario. Morhead y MacNeil proporcionan un ejemplo claro (véase Ejemplo 1).

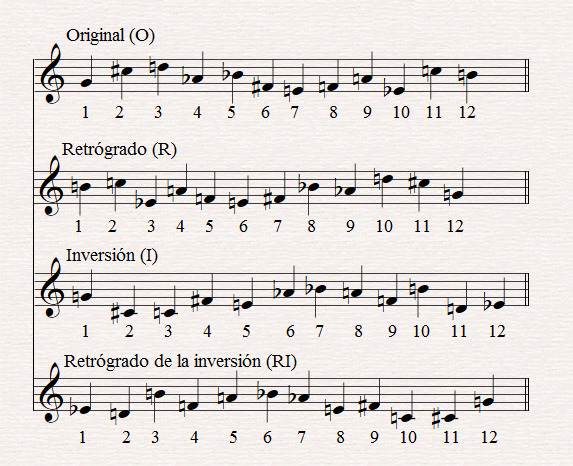
Ejemplo 1 (elaboración propia con base en Philip D. Morehead y Anne MacNeil [ilustraciones de Charlotte Rollman], The International Dictionary of Music, Harmondsworth, Meridian, 1992, s. v. “Serialism”).

Adicionalmente, cada una de estas cuatro posibilidades (O, R, I, RI) puede transponerse a cualquier intervalo, por lo que se pueden tocar hasta 48 transposiciones de la serie (los doce grados de la escala cromática multiplicados por las cuatro posibilidades O, R, I y RI). Naturalmente, el compositor puede elegir cuántas modificaciones incluir, sin que las 48 sean obligadas.

#### Series simétricas
- De tritonos

En otras obras pueden encontrarse series del tipo simétricas lo que implica una relación de "espejo" entre sus 12 notas. Un ejemplo de esta clase de series puede encontrarse en la Sinfonía Op. 21 de Anton Webern:

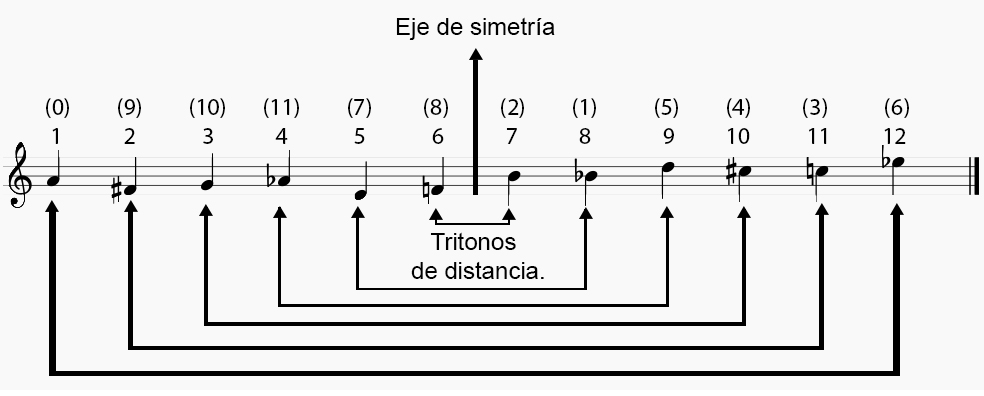
Serie "original 1" utilizada en la sinfonía de Webern. Aquí lo simétrico se da por relación de tritonos

Este tipo de series emana solamente 24 series, la mitad de posibilidades de una serie normal. Si se realiza un cuadro matriz se verá, por ejemplo, que la serie original 1 es igual al retrógrado del original de la nota 12, que la serie original 11 es igual al retrógrado del original 2, etc.,  y que la serie inversión 1 es igual a la serie retrógrado de la inversión 12, que la serie inversión 2 es igual a la serie retrógrado de la inversión 11, etcétera.
- En relación de misma interválica en dirección inversa

Otro tipo de serie simétrica es también utilizada por Webern en su Cuarteto de cuerdas Op. 28 :

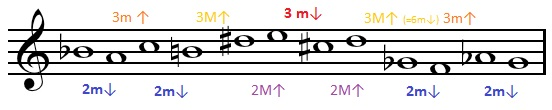
Los colores asignados a cada intervalo evidencian la simetría de la serie.

En dicha serie poseemos la misma interválica partiendo entre las notas 6 y 7, con la tercera menor descendente como intervalo común entre los dos puntos de inicio y dirigiéndonos en sentido opuesto al inicio y al fin. No se dan relaciones de tritonos en espejo como en la serie de la Op. 21 de Webern, aun así, si analizamos la matriz que deviene se verá que solo hay 24 series diferentes encontrándonos, por ejemplo, con que la serie original 1 es igual a la serie retrógrado de la inversión 12, la original 4 igual al retrógrado de la inversión 11, etcétera.  
También ocurre que hay series paninterválicas (son aquellas que poseen todos los intervalos posibles dentro de una octava) y paninterválicas simétricas.

## El dodecafonismo en obras
Schönberg introdujo el dodecafonismo en sus Fünf Klavierstücke, op. 23 (más desarrollado en su Serenata, op. 24; su Suite para piano, op. 25; sus Variaciones para orquesta, op. 31; su Klavierstück, op. 33a). Particularmente, lo explica y ejemplifica en su Sistema de composición de doce notas (1921). Esta técnica fue adoptada ―aunque con distintas modificaciones y aportaciones― por sus discípulos Alban Berg y Anton Webern. No obstante, Berg (Der Wein; Concierto para violín; Suite lírica para cuarteto de cuerdas; su ópera Lulu) buscó conservar algunos nexos tonales dentro de la estructura dodecafónica, además de que nunca, en ninguna de sus obras, se apegó estrictamente a una serie particular. Webern (Concerto, op. 24; Cuarteto de cuerdas, op. 28), en cambio, es mucho más radical con el método dodecafónico, pues todos los elementos formales de algunas de sus obras derivan enteramente de este y no de ninguna convención musical previa u otras influencias.
Algunos compositores serialistas han recurrido a este método usando menos notas de las doce de la escala cromática. Incluso Schönberg llegó a usar series con menos de doce notas (en la segunda de sus Fünf Klavierstücke, op. 23 y su Serenata, op. 24), lo mismo que Stravinsky en su Cantata y en In memoriam Dylan Thomas, en donde adopta el serialismo pese a ser considerado por muchos como antagonista de Schönberg. También algunos compositores, notablemente Olivier Messiaen (en su Quatour pour la fin du temps) y Luciano Berio (Nones), crearon series con más de doce notas, naturalmente repitiendo algunas.

## Historia del uso de la técnica
Fundado por el compositor austriaco Arnold Schönberg en 1921 y descrito en privado a sus asociados en 1923, el método fue usado alrededor de 20 años por la Segunda Escuela Vienesa, compuesta por Alban Berg, Anton Webern, Hanns Eisler y el propio Arnold Schoenberg. Rudolph Reti, uno de los iniciadores, decía que «reemplazar una fuerza estructural (tonalidad) por otra (incremento de unidades temáticas) es en sí la idea fundamental del dodecafonismo», argumentando su surgimiento de las frustraciones de Schönberg por la libre atonalidad. La técnica se usó ampliamente en la década de 1950, tomada por compositores como Luciano Berio, Pierre Boulez, Luigi Dallapiccola, Juan Carlos Paz y, después de la muerte de Schönberg, Igor Stravinsky. Algunos de estos compositores extendieron la técnica para poder controlar otros aspectos y no solo la altura de las notas, como son la duración, articulación, etc., produciendo de este modo música serial. Algunos incluyeron todos los elementos de la música en el proceso serial, lo que se conoce como Serialismo|serialismo integral. En esta página se hace referencia a la prohibición del uso repetido de una nota, pero más bien la repetición de la secuencia melódica (intervalos), incluso tiene que estar restringido y este es el «patrón de intervalos» .